# Cumieira
Cumieira es una freguesia portuguesa del concelho de Santa Marta de Penaguião, con 11,43 km² de superficie y 1.278 habitantes (2001). Su densidad de población es de 111,8 hab/km².